# Bobby Watson (calciatore)
Bobby Watson, all'anagrafe Robert Watson (Airdrie, 15 maggio 1946) è un allenatore di calcio ed ex calciatore scozzese, di ruolo difensore.

## Carriera

### Giocatore

#### Club
Esordisce tra i professionisti all'età di 18 anni con i Rangers, club della prima divisione scozzese: rimane in squadra per complessive cinque stagioni, nelle quali non riesce mai a giocare stabilmente da titolare (colleziona infatti in totale 52 presenze e 4 reti in partite di campionato). Si trasferisce poi nell'estate del 1969 al Motherwell, club neopromosso in prima divisione, con cui gioca in questa categoria per ulteriori sette stagioni, la maggior parte delle quali da titolare: qui totalizza infatti in totale 182 presenze e 3 reti in partite di campionato, arrivando così ad un bilancio complessivo in carriera di 234 presenze e 7 reti nella prima divisione scozzese.

#### Nazionale
Ha giocato la sua unica partita in carriera con la maglia della nazionale scozzese il 14 giugno 1971, in una partita amichevole persa per 1-0 sul campo dell'Unione Sovietica.

### Allenatore
Tra il 1978 ed il 1982 ha allenato l'Airdrieonians, club della sua città natale, nella seconda divisione scozzese; nella stagione 1983-1984 ha allenato il Motherwell, con cui è retrocesso dalla prima alla seconda divisione; successivamente, nel 1988 è stato per un breve periodo allenatore ad interim del Partick Thistle.

## Palmarès

### Giocatore

#### Competizioni nazionali
- Coppa di Scozia: 1

Rangers: 1965-1966
- Coppa di Lega scozzese: 1

Rangers: 1964-1965

#### Competizioni regionali
- Lanarkshire Cup: 1

Motherwell: 1972-1973